# Usbekische Fußballnationalmannschaft (U-23-Männer)
Die usbekische U-23-Fußballnationalmannschaft ist eine Auswahlmannschaft usbekischer Fußballspieler. Sie untersteht dem usbekischen Fußballverband UFF und repräsentiert diesen international auf U-23-Ebene, etwa in Freundschaftsspielen gegen die Auswahlmannschaften anderer nationaler Verbände, bei U-23-Asienmeisterschaften sowie den Fußballturnieren der Olympischen Sommerspiele und der Asienspiele.
Bisher konnte sich die Mannschaft nicht für das olympische Fußballturnier qualifizieren. An der U-23-Asienmeisterschaft nahm Usbekistan dreimal teil und wurde 2018 Asienmeister. Bei den Asienspielen konnte 2006, 2010 und 2018 jeweils das Viertelfinale erreicht werden.
Spielberechtigt sind Spieler, die ihr 23. Lebensjahr noch nicht vollendet haben und die usbekische Staatsangehörigkeit besitzen.

## Bilanzen
| Olympische Spiele - 1996 bis 2016: Nicht qualifiziert U-22-/23-Asienmeisterschaften - 2014: Gruppenphase - 2016: Gruppenphase - 2018: Sieger - 2020: Qualifiziert | Asienspiele - 2002: Gruppenphase - 2006: Viertelfinale - 2010: Viertelfinale - 2014: Achtelfinale - 2018: Viertelfinale |